# Уилкоксон, Шейла
Шейла Уилкоксон (англ. Sheila Wilcoxson; 8 января 1951, Детройт, Мичиган, США  — 1 октября 2019, Портленд, Орегон, США) — американская блюзовая певица, гитаристка, пианистка и автор песен. Номинант Blues Music Awards в номинации «Исполнитель традиционного блюза — женщина» (1998).

## Биография
Шейла Уилкоксон родилась в Детройте 8 января 1951 года. Петь начала в 12-летнем возрасте в церкви.
В 1978 году переехала в Портленд, штат Орегон, где создала группу Sheila & The Boogiemen из 12 музыкантов, которая в начале 1980-х стала одной из самых популярных групп северо-запада США, открывала концерты таких музыкантов, как Роберт Крей, Сэм и Дэйв и Айды Кокс. В 1989 году она сформировала новую группу акустического блюза Back Porch Blues, которая в 1992 году выпустила свой единственный альбом. Группа была локально популярна, собрав в Портленде множество наград Muddy Award от Cascade Blues Associations: «Лучшая новая блюзовая группа», «Лучший блюзовый альбом», «Лучший исполнитель традиционного блюза» и «Лучшая блюзовая группа» (пять раз подряд с 1989 по 1993 годы). Сама певица в 1992 году получила Crystal Award от Музыкальной ассоциации Портленда в номинации «Выдающийся блюзовый исполнитель». Группа гастролировала не только по северо-западу, в её активе были выступления на фестивалях Bessie Smith Strut и Riverbend в Чаттануге, штат Теннесси, блюзовом фестивале Mississippi Crossroads, джазовом фестивале Centrum Hot Jazz в Порт-Таунсенде, штат Вашингтон.
В 1994 году Back Porch Blues распалась, и Уилкоксон сформировала Sheila and Backwater Blues Band и в 1997 году выпустила дебютный LP Backwater Blues, записанный с участием Кёртиса Сальгадо, и с этим альбомом Шейла Уилкоксон была номинирована на звание лучшей исполнительницы традиционного блюза Blues Music Awards. После этого певица гастролировала по всей стране, а также в Европе. В первой половине 2000-х оставила музыкальную карьеру, а В 2013 году вышла на пенсию и отправилась в путешествия, жила на Гавайях, в Сан-Франциско, в Ванкувере. Через четыре года певица вернулась в Портленд, сказав что «Теперь пришло время прожить свою жизнь, занимаясь только музыкой, а не быть родителем-одиночкой на двух работах или начальником в три смены».
С 2017 года работала в составе Vibraphone Quartet Эвана Шлейса.
Окончила Мичиганский университет, получив степень бакалавра, и впоследствии степень доктора юриспруденции в Университете Уилламетт.
Певица умерла в 2019 году после борьбы с раком.
«Она была крупной женщиной с громким голосом, который мог становиться тихим и нежным по её команде».
«Её нежный проникновенный голос и диапазон в четыре октавы заслужили высокую оценку таких музыкальных легенд, как Джон Ли Хукер, Кэти Уэбстер, Джон Хаммонд, Роберт Крей, Коко Тейлор».
«Исполняя „Grinnin' I Your Face“, песню Сона Хауса, в сопровождении акустической гитары Келли Джо Фелпса, голос Шейлы течёт с привычным энтузиазмом, он скрипит и ломается, как половицы в лачуге. Настолько аутентично, насколько это вообще возможно!».

## Дискография

### Сольные работы
- Sheila (1993, без лейбла, выпущен на кассете)
- Backwater Blues (1997, Burnside Records)

### В составе Back Porch Blues
- Back To Basics (1992, Burnside Records)